# 密叶小檗
密叶小檗（学名：Berberis davidii），为小檗科小檗属下的一个种。

## 扩展阅读
維基物種上的相關：密叶小檗